# The Eighth Mountain
The Eighth Mountain je třinácté studiové album italské powermetalové hudební skupiny Rhapsody of Fire. Vydáno bylo 22. února 2019 prostřednictvím společnosti AFM Records. Jedná se o první album s novým materiálem, na kterém se podíleli noví členové zpěvák Giacomo Voli a bubeník Manuel Lotter.

## Seznam skladeb
1. Abyss of Pain
2. Seven Heroic Deeds
3. Master of Peace
4. Rain of Fury
5. White Wizard
6. Warrior Heart
7. The Courage to Forgive
8. March Against the Tyrant
9. Clash of Times
10. The Legend Goes on
11. The Wind, the Rain and the Moon
12. Tales of a Hero's Fate

## Obsazení
- Giacomo Voli – zpěv
- Roberto De Micheli – kytara
- Alessandro Sala – basa
- Alex Staropoli – klávesy
- Manuel Lotter – bicí